# (2132) Zhukov
(2132) Zhukov ist ein Asteroid des Hauptgürtels, der am 3. Oktober 1975 von der russischen Astronomin Ljudmila Iwanowna Tschernych am Krim-Observatorium (IAU-Code 095) in Nautschnyj entdeckt wurde.
Der Asteroid wurde nach dem sowjetischen Generalstabschef und Marschall der Sowjetunion Georgi Konstantinowitsch Schukow (1896–1974) benannt.